# نیکیتا گاندی
نیکیتا گاندی (زاده ۱ اکتبر ۱۹۹۱) یک خواننده پلی بک هندی است که در فیلم‌های هندی به چهار زبان مختلف کار کرده‌است. او در پروژه‌های فیلم تامیل، هندی، تلوگو، بنگالی و کانادایی کار کرده‌است.
او به عنوان چهره دیپیکا پادوکن برای آهنگ عنوان فیلم رابطه خواند. آهنگ او "Ulu ka Pattha" با آریجیت سینگ از فیلم جاگا جاسوس یک آهنگ موفق است. او برای ساچین: یک میلیارد رؤیا، سرآشپز، جاب هری با سجل و اتفاق خواند. او همچنین آهنگ بنگالی "Mithe Alo" را با عطیف اسلم برای کابین خلبان خواند. آهنگ "Aao Kabhi Haveli Pe" و "Poster Lagwa Do" او نیز محبوب شد.
نیکیتا نیمه بنگالی و نیمه پنجابی است